# Sauterelle
Sauterelle (фр. Кузнечик), полное название на французском Arbalète sauterelle type A D’Imphy (Арбалет «Кузнечик» типа А д'Имфи) — французский станковый окопный арбалет ( катапульта ) для метания гранат, использовавшийся сухопутными войсками Франции, Великобритании и Германии на Западном фронте Первой мировой войны. Разработан офицером французской армии Эли Андре Брока специально для условий окопной войны, позволял забрасывать гранату по высокой траектории во вражеские окопы. Первоначально был отвергнут французской армией, но был принят на вооружение по личной рекомендации генерала армии Франции Анри Бертло, который счёл, что арбалет будет полезен в условиях окопной войны.

## Описание
Разработчиком арбалета выступил офицер армии Франции, артиллерист Эли Андре Брока (фр. Elie André Broca), который до войны был учёным и занимался исследованиями в области медицины, оптики и военной техники (дирижабли и подводные устройства для прослушивания). В марте 1915 года он запатентовал своё изобретение (французский патент № 502,158). Несмотря на первоначальное неодобрение специалистов по вооружению, по рекомендации генерала Анри Бертло необычная для индустриальной эпохи система оружия все же поступила на вооружение французской, а потом и британской армии. Брока добился того, что одна из компаний начала производить арбалеты, которые при боевом применении произвели весьма благоприятное впечатление на французских и британских солдат.
«Сотерель» был легче и мобильнее по сравнению с аналогичной по назначению британской окопной катапультой Лича при равной дальнобойности. Масса арбалета составляла 24 кг. Он мог метать французскую осколочную гранату F1 или британскую гранату Миллса на расстояние 110—140 м, а также специализированную гранату типа 14. Изготавливался «Сотерель» полностью из стали: лук имел рессорную конструкцию с тетивой из стального троса. Перед рессорой находилась опорная перекладина, снимавшая излишнее напряжение лука и тетивы. Лук натягивался при помощи вращающейся рукоятки: на вал наматывалась бечёвка и тащила ползун тетивы до остановки на зацепе спускового механизма.
Для стрельбы необходимо было установить арбалет под углом 45° к стенке окопа, что обеспечивало максимальную дальность полета гранаты. В зависимости от степени натягивания можно было определить, на какое расстояние будет заброшена граната, для чего слева на ложе была помещена шкала, по которой определялось, где остановить натягивание. Стрельбу производил расчёт из двух человек. После натягивания он вставлял гранату в ложе, выдёргивал чеку и сразу же нажимал на спуск арбалета, чтобы выпустить гранату. Скорость стрельбы достигала 4 выстрелов в минуту.
Британцы также использовали этот арбалет для обстрела вражеских позиций до 1916 года, пока на вооружение британской армии не были приняты 2-дюймовый средний миномёт и миномёт Стокса, не уступавшие арбалетному гранатомёту в скорострельности, но превосходившие его по дальнобойности в несколько раз.

## См.также
- Окопная катапульта Лича
- Пружинная катапульта Веста